# Harry Primrose (6e comte de Rosebery)
Albert Edward Harry Meyer Archibald Primrose, 6e comte de Rosebery, 2e comte de Midlothian (8 janvier 1882 - 31 mai 1974), titré Lord Dalmeny jusqu'en 1929, est un homme politique libéral britannique qui est brièvement secrétaire d'État pour l'Écosse en 1945. Il est député de Midlothian de 1906 à 1910. Il devient comte de Rosebery et Midlothian en 1929 et est membre de la Chambre des lords jusqu'à sa mort.

## Jeunesse et éducation
Il est né à Dalmeny House à l'ouest d'Édimbourg le 8 janvier 1882, fils d'Archibald Primrose (5e comte de Rosebery), premier ministre libéral du Royaume-Uni de 1894 à 1895 et Hannah Primrose, comtesse de Rosebery, membre de la famille Rothschild.
Il est le frère de Neil Primrose et de l'écrivaine Sybil Grant.
Il fait ses études au Collège d'Eton puis suit une formation militaire au Collège militaire royal de Sandhurst.

## Carrière militaire
Il est nommé sous-lieutenant dans les Grenadier Guards le 12 février 1902.
Pendant la Première Guerre mondiale, il sert en France de 1914 à 1917 en tant que commandant de camp et Aide de camp du général Allenby, puis en Palestine en tant que secrétaire militaire d'Allenby.

## Carrière sportive
Il est un joueur de cricket de premier plan et il joue deux matchs de première classe pour Middlesex en 1902. Il est capitaine du Surrey County Cricket Club (1905-1907). Il dispute 102 matchs de première classe en tout, marquant 3551 points avec une moyenne de 22,47, dont 2 siècles avec un score le plus élevé de 138. Il est un frappeur d'une puissance reconnue et bien que jamais cohérent, il pouvait à l'occasion «frapper le meilleur bowling sur tout le terrain», comme lorsqu'il a frappé 58 contre Hallam sur un guichet difficile à The Oval en 1905. Rosebery est connu dans les cercles de courses de chevaux pour avoir remporté le Derby avec Blue Peter et Ocean Swell, et remporté la plupart des autres courses de plat britanniques classiques, avec des chevaux élevés à ses Mentmore et Crafton Studs .

## Carrière politique
Il est député libéral pour le siège écossais d'Edimbourgshire. C'est un comté, mieux connu sous son nom moderne de Midlothian, qui est une région où les Roseberys sont depuis longtemps d'éminents propriétaires terriens. Il est l'un des quelque 400 libéraux élus lors de la grande victoire libérale des élections de 1906. Il prend sa retraite de la Chambre des communes en janvier 1910. Au moment de sa mort, il est le dernier survivant des députés libéraux de 1906.
Rosebery entre à la Chambre des lords à la mort de son père en 1929. La même année, il est nommé Lord Lieutenant du Midlothian, poste qu'il occupe jusqu'en 1964.
En 1938, il est élu membre de la Royal Society of Edinburgh avec comme proposants Hugh Pattison Macmillan, Thomas Henry Holland, James Pickering Kendall et James Watt.
En février 1941, pendant la Seconde Guerre mondiale, il est nommé commissaire régional à la défense civile en Écosse. Lorsque le gouvernement de coalition en temps de guerre éclate en 1945, Winston Churchill forme une administration intérimaire qui reste en fonction jusqu'aux élections générales de 1945. Le nouveau gouvernement est composé de membres du Parti conservateur et des petits groupes qui s'étaient alliés avec lui dans les gouvernements nationaux au pouvoir en 1931-1940. Parmi ces alliés figure le Parti national libéral auquel appartient Rosebery.
L'une des nominations les plus inattendues faites par Churchill est d'installer Rosebery en tant que membre du Conseil privé et secrétaire d'État pour l'Écosse. Les deux hommes ont servi ensemble dans le Parti parlementaire libéral au Parlement de 1906–1910. Le ministère intérimaire est en fonction de mai à juillet 1945. Son mandat au Scottish Office est si bref que pendant la Commission royale d'enquête sur les affaires écossaises (1952-1954), il refuse de témoigner au motif qu'il ne savait pas quoi dire. Réputé, ses derniers mots avant son départ du bureau écossais étaient «Eh bien. Je n'ai pas mal fait ça, n'est-ce pas? Je n'ai pas eu le temps ".
Il est créé Chevalier de l'Ordre du Chardon (KT) en 1947 par le roi George VI. Il est président du Parti libéral national de 1945 à 1957. Il est également nommé président de la Royal Fine Art Commission for Scotland en 1952.
Il est mort à Mentmore Towers dans le Buckinghamshire le 30 mai 1974.

## Famille
En 1909, Harry Primrose épouse Dorothy Alice Margaret Augusta Grosvenor, fille d'Henry George Grosvenor. Ils ont un fils, Archie Primrose, Lord Dalmeny (1910–1931) et une fille, Helen Dorothy Primrose (1913–1998). Ils divorcent en 1919.
Harry Primrose se remarie en 1924 avec Eva Isabel Marian Strutt, fille d'Henry Bruce (2e baron Aberdare) de Duffryn. Leur seul enfant, Neil Archibald Primrose, est né en 1929 et devient le 7e comte de Rosebery à la mort de son père le 31 mai 1974.